# Rimba Soping
Rimba Soping is een bestuurslaag in het regentschap Padang Sidempuan van de provincie Noord-Sumatra, Indonesië. Rimba Soping telt 1468 inwoners (volkstelling 2010).